# Istituto nazionale di studi politici ed economici
L'Istituto nazionale di studi politici ed economici (INSPE), è stata un'associazione culturale italiana che si occupava di scienza della politica e di politica economica tra gli anni '50 e '70.

## Storia
Fu fondato a Roma nel 1958 da un gruppo di intellettuali di destra.
Il comitato scientifico annoverava, tra gli altri, Alberto Asquini, Emilio Betti, Nicola Francesco Cimmino, Pietro De Francisci, Giorgio Del Vecchio, Marino Gentile, Piero Operti, Carmelo Ottaviano, Vittorio Vettori, il filosofo del linguaggio Antonino Pagliaro, lo storico Gioacchino Volpe.
Tra i suoi esponenti anche Nino Tripodi, giornalista e parlamentare del MSI, gli scrittori Francesco Grisi, Carlo Curcio, Alfredo Cattabiani, l'economista Gaetano Rasi e il poeta Dino Grammatico (che ne diresse la sezione siciliana, l'Istituto siciliano di studi politici ed economici nato nel 1980)
Si oppose alla cultura di ispirazione marxista, promuovendo convegni internazionali e pubblicazioni.  
Fu il tentativo, non del tutto riuscito, di affiancare all'azione politica del Movimento Sociale Italiano, per il quale organizzò diversi "corsi di orientamento culturale per i giovani" , anche un sostegno culturale di area, principalmente nei campi della scienza politica e dell'economia.
L'archivio storico dal 1959 al 1975 è oggi custodito dalla Fondazione "Ugo Spirito e Renzo De Felice", sotto la supervisione della Direzione generale Archivi del Ministero dei beni e delle attività culturali .